# Almas (ПТРК)
Almas — сучасний іранський ПТРК, розроблений на базі ізраїльського ПТРК Spike, зберігши всі його технологічні рішення.
 
Призначений для ураження танків, в тому числі оснащених сучасними засобами динамічного захисту. Керовані ракети із інфрачервоним та оптоелектронним наведенням мають режим атаки на ціль згори, де у бронетехніки найтонша броня.

## Історія
Ракета Almas була вперше помічена навесні 2020 року під час передачі БПЛА збройним силам Ірану.

Увагу багатьох військових експертів привернула її схожість з ізраїльською ракетою Spike. Деякі експерти вважають, що після Лівано-Ізраїльського конфлікту 2006 року кілька ракет Spike потрапили до рук бойовиків Хезболли, і ці ракети були передані до Ірану, а іранські експерти скопіювали цю ракету та створили сімейство ракет Almas.

Ракети Almas випускаються класом «повітря-поверхня» та «поверхня — поверхня» в трьох варіантах: Almas-1, Almas-2 і Almas-3.

## Характеристики
Технічні характеристики ракет Almas:

- Довжина: 1100 мм (Almas-1 / Almas-2) – 1600 мм (Almas-3)
- Діаметр: 130 мм (Almas-1 / Almas-2) – 170 мм (Almas-3)
- Дальність: 4 км (Almas-1) – 8 км (Almas-2) – 10 км (Almas-3)
- Вага: 15 кг (Almas-1 / Almas-2) – 34 кг (Almas-3)
- Бойова частина: осколково-фугасна протитанкова (HEAT) або термобарична з тандемним зарядом
- Двигун: твердопаливний
- Наведення: інфрачервоне самонаведення (IIR) та оптоелектронне наведення
- платформа для запуску: наземні пускові установки та БПЛА

## Оператори
- Іран
- Ліван —Хезболла.[2]